# Маутхаузен
Маутхаузен (на немски: Mauthausen) е селище в Австрия, окръг Перг, на област Горна Австрия.
Разположено е на левия бряг на река Дунав, на 20 km от град Линц. Населението му наброява 4841 към 1 април 2005 г.
По време на Втората световна война селището е център на комплекса от концентрационни лагери Маутхаузен.